# Gotham Award/Beste Nebenrolle

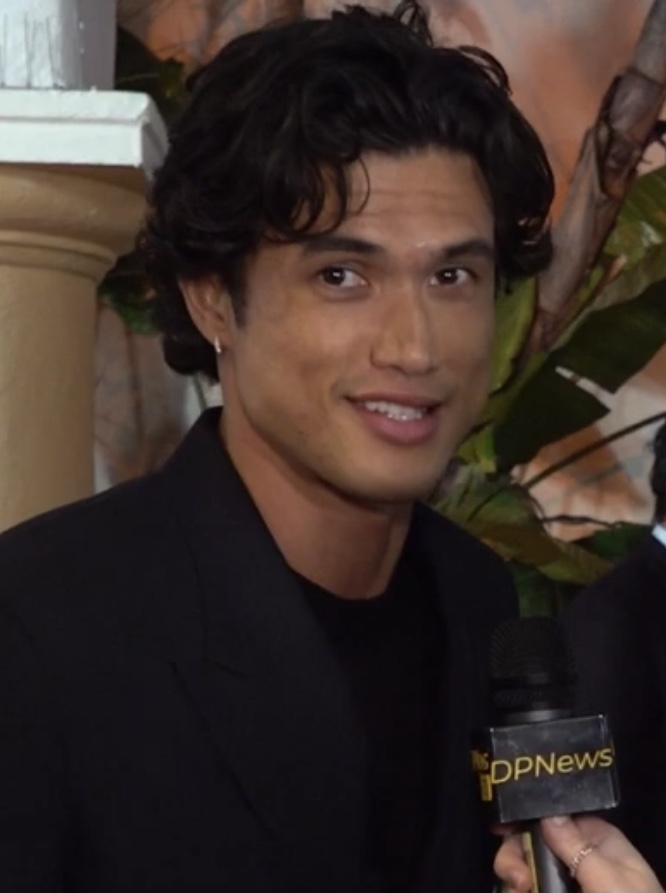
2023 siegreich: Charles Melton für May December

Der Gotham Award in der Kategorie Beste Nebenrolle (Outstanding Supporting Performance) wird seit 2021 vergeben. Zuvor waren Schauspieler in den nicht genderneutralen Kategorien Bester Darsteller und Beste Darstellerin geehrt worden.
Die Regularien sehen vor, dass der zu nominierende Part in Abgrenzung zur Kategorie Beste Hauptrolle nicht als Haupt- oder Co-Hauptrolle angelegt ist und über eine begrenztere Bildschirmzeit verfügt. Ein Nominierungskomitee entscheidet über die Berücksichtigung von bis zu zehn Schauspielerinnen und Schauspielern. Über die finale Preisvergabe entscheidet eine eigens eingesetzte Jury. Diese hat auch die Möglichkeit, mehr als nur einen Preis zu vergeben, wovon bislang nie Gebrauch gemacht wurde.

## Preisträger
2021
Troy Kotsur – Coda
- nominiert:
  - Reed Birney – Mass
  - Jessie Buckley – Frau im Dunkeln (The Lost Daughter)
  - Colman Domingo – Zola
  - Gaby Hoffmann – Come on, Come on (C’mon C’mon)
  - Marlee Matlin – Coda
  - Ruth Negga – Seitenwechsel (Passing)

2022
Ke Huy Quan – Everything Everywhere All at Once
- nominiert:
  - Jessie Buckley – Die Aussprache (Women Talking)
  - Raúl Castillo – The Inspection
  - Hong Chau – The Whale
  - Brian Tyree Henry – Causeway
  - Nina Hoss – Tár
  - Noémie Merlant – Tár
  - Mark Rylance – Bones and All
  - Gabrielle Union – The Inspection
  - Ben Whishaw – Die Aussprache (Women Talking)

2023
Charles Melton – May December
- nominiert:
  - Juliette Binoche – Geliebte Köchin (La passion de Dodin Bouffant)
  - Penélope Cruz – Ferrari
  - Jamie Foxx – They Cloned Tyrone
  - Claire Foy – All of Us Strangers
  - Ryan Gosling – Barbie
  - Glenn Howerton – BlackBerry
  - Sandra Hüller – The Zone of Interest
  - Rachel McAdams – Are You There God? It’s Me, Margaret.
  - Da’Vine Joy Randolph – The Holdovers

2024
- nominiert:
  - Juri Borissow – Anora
  - Kieran Culkin – A Real Pain
  - Danielle Deadwyler – The Piano Lesson
  - Brigette Lundy-Paine – I Saw the TV Glow
  - Natasha Lyonne – Drei Töchter (His Three Daughters)
  - Clarence Maclin – Sing Sing
  - Katy O’Brian – Love Lies Bleeding
  - Guy Pearce – The Brutalist
  - Adam Pearson – A Different Man
  - Brian Tyree Henry – The Fire Inside